# ۱۲۶۰ (خورشیدی)
۱۲۶۰ هزار و دویست و شصتمین سال هجری خورشیدی است.

## رویدادها
۳۰ شهریور - امضای پیمان آخال میان ایران قاجاری و امپراتوری روسیه 

## زادگان
- ۲۲ آذر - حسین علاء، سیاستمدار و نخست‌وزیر ایران در دوره پهلوی.
- ادیب بیضایی آرانی: شاعر
- عبدالحسین تیمورتاش: دولتمرد ایرانی در دوران قاجاریه و پهلوی.
- رئیس‌علی دلواری: رهبر قیام در تنگستان و بوشهر علیه نیروهای بریتانیا در دوره جنگ جهانی اول بود و با شجاعت‌های خود از ایران بزرگ دفاع کرد.
- سید محمد تدین: سیاستمدار ایرانی اواخر دوره قاجار و اوایل دوره پهلوی.
- میرزا آقا امامی، نگارگر و نقاش ایرانی.

## درگذشتگان
- ۲۱ ذی‌الحجه میرزا حسین‌خان سپهسالار صدراعظم ناصرالدین‌شاه در ۵۷ سالگی در مشهد